# Distrito de Dunaújváros
El distrito de Dunaújváros (húngaro: Dunaújvárosi járás) es un distrito húngaro perteneciente al condado de Fejér.
En 2013 su población era de 91 854 habitantes. Su capital es Dunaújváros.

## Municipios
El distrito tiene 4 ciudades (en negrita), una de ellas con estatus de ciudad de derecho condal (la capital Dunaújváros), 3 pueblos mayores (en cursiva) y 9 pueblos (población a 1 de enero de 2012):
- Adony (3912)
- Baracs (3484)
- Beloiannisz (1100)
- Besnyő (1779)
- Daruszentmiklós (1597)
- Dunaújváros (48 010) – la capital
- Előszállás (2186)
- Iváncsa (2899)
- Kisapostag (1414)
- Kulcs (2728)
- Mezőfalva (4677)
- Nagykarácsony (1361)
- Nagyvenyim (4051)
- Perkáta (3942)
- Pusztaszabolcs (5997)
- Rácalmás (4488)